# 南雅夜市

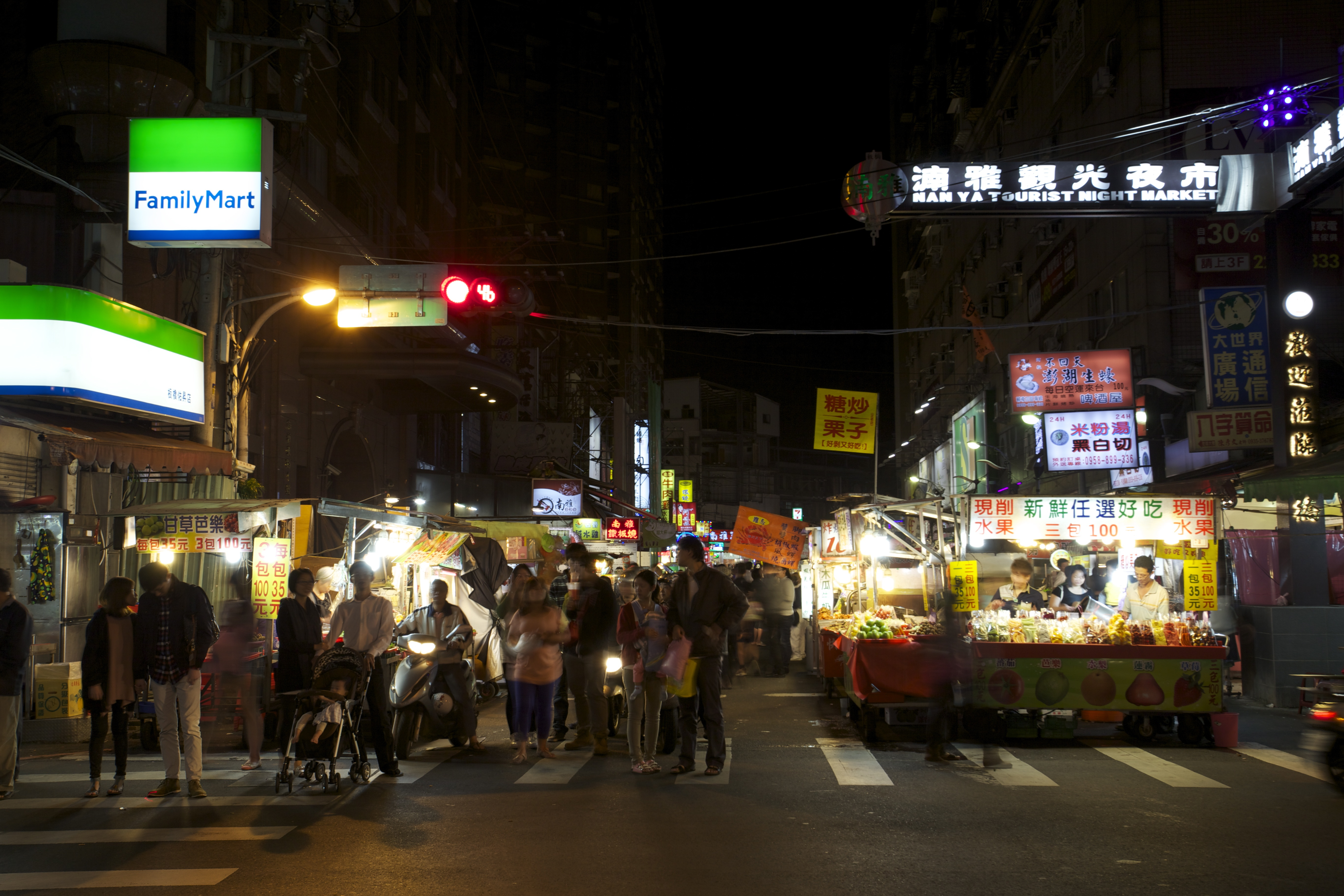
湳雅夜市

南雅夜市或作湳雅夜市，是位於新北市板橋區市中心南雅東路一帶的夜市。又稱板橋觀光夜市，是新北市暨板橋內規模最大的觀光夜市之一，以小吃攤位為主，服飾店面和雜貨用品為輔。
南雅夜市毗鄰湳仔溝之旁，故取傳統地名湳仔命名。民國76年（1987）經政府公告為「湳興臨時攤販集中區」，夜市位於板橋區湳興里及新興里，鄰湳仔溝，分布於南雅南路一段沿路往南，經過新興路到南雅東路與館前西路交叉口為止，大致呈L型分布；鄰近板橋車站與台北捷運板南線府中站，距離後者約7分鐘步行路程。附近更有林本源園邸、接雲寺、大觀義學等著名景點，以及糕餅街、婚紗街等特色街道。
目前預計拆除後段部分店面及攤販，不過其餘將繼續正常營業。

## 外部連結
- 板橋湳雅觀光夜市-新北市觀光旅遊網 （页面存档备份，存于）
- 湳雅夜市線上逛街Q版夜市地圖（页面存档备份，存于）